# Euphoria Tour
El Euphoria Tour es la séptima gira musical por el cantante español Enrique Iglesias. El tour fue creado para promocionar el noveno álbum de estudio, Euphoria. A partir de enero de 2011, Iglesias se presentará las Américas, Europa, Asia y Australia. El recorrido finaliza en noviembre de 2011. El tour clasificado 38º en Pollstar las "50 Principales gira mundial (de mitad de año)", ganando unos 20 millones de dólares.

## Antecedentes
Iglesias mencionó la gira en una entrevista con ESPN, durante la Copa Mundial FIFA 2010. Iglesias se dirigió a una gira promocional de su álbum, actuando en varios festivales de música de los Estados Unidos, incluyendo: KFRC de Triple How Show, KMXV de Jam Jingle y Jingle Ball de 'KIIS-FM. La gira fue oficialmente anunciada en a través del sitio web de Iglesias, mostrando solo unas pocas fechas en Francia e Inglaterra. Se agregaron fechas adicionales en Norteamérica, pero la gira inicia oficialmente el 29 de enero de 2011 en Puerto Rico. Durante la gira, Iglesias fue invitado a ser juez en la versión de EE.UU. de The X Factor, sin embargo, fue incapaz de cambiar su calendario de gira para dar cabida a la feria.

### Femme Fatale controversia
Después de completar la primera etapa de la gira, muchos medios de comunicación se rumorea Iglesias unirse a Britney Spears en una gira coprotagonizada en los Estados Unidos. Cuando Spears anunció oficialmente su gira en Good Morning America, afirmó Iglesias se reuniría con ella. Dentro de unas horas, la gestión de la cantante emitió un comunicado afirmando Iglesias no se unirá a Spears y continuará su gira en solitario. Aunque se explicó que "Strictly Business", muchos medios de comunicación especularon sobre por qué Iglesias abandonó la gira. Celebrity sitio de noticias TMZ.com especulado que el cantante no quería unirse a Spears, debido a las controversias que rodean su gira anterior. MTV News informó que Iglesias se retiró después de haber sido anunciado como acto de apertura de Spears. La revista Us Weekly siguió con "fuentes internas", afirmando que el acuerdo no fue completa e Iglesias no necesita de la promoción.
Iglesias llevó a Twitter para responder a todos los rumores. Él escribió:

"Hola chicos, lo siento por la confusión con respecto a una posible gira en el verano con Britney Spears. Estamos en la gira de Euphoria, y seguirá haciéndolo entre ellos algunos que pronto se anunciará las fechas en los EE.UU.. Así que espero verlos a todos hasta pronto"

El cantante más tarde comentaría su decisión de no unirse a Spears era porque se sentía que todo estaba "corriendo" y no estaba plenamente convencido en ese momento. Continuó diciendo que respeta a Spears como artista y la gira sea posible habría sido grande para él y para los fanes. Después de completar la etapa europea de su gira, Iglesias anunció una segunda parte norteamericana con Pitbull y Prince Royce. Conciertos en Europa, América del Sur y Australia se dieron a conocer también. Para introducir el tour, Iglesias dijo: "Estoy tan emocionada de salir en los estados, y esta vez con mi buen amigo Pitbull y Prince Royce. Va a ser un gran espectáculo y esperamos verlos a todos ustedes por ahí. Este viaje será una experiencia inolvidable!"

## Actos de Apertura
| - Jay Sean (Los Angeles, New York City) (Febrero 2011) - Mohombi (Windsor, Montreal) - Lemar (Reino Unido y Irlanda—Manga 1) - Jim Bakkum (Países Bajos) - Shy'm (Francia) | - Stan Van Samang (Bélgica) - Anna Abreu (Finlandia) - Sofia Nizharadze (Georgia) - Eldrine (Georgia) - Pitbull (Australia) (Norteamérica—Manga 2) - Havana Brown (Australia) - Prince Royce (Norteamérica—Manga 2) |

## Repertorio
| Norteamérica |
| --- |
| 1. "Tonight (I'm Lovin' You)" 2. "Heartbeat" 3. "Nunca te olvidaré" 4. "No me digas que no" 5. "Rhythm Divine" 6. "Bailamos" 7. "Por Amarte" 8. "Experiencia religiosa" 9. "Lloro por ti" 10. "Cuando me enamoro" 11. "Be With You" 12. "Do You Know? (The Ping Pong Song)" Encore 1. "Hero" 2. "Escape" 3. "I Like It" |

| Europa |
| --- |
| 1. "Tonight (I'm Lovin' You)" 2. "Heartbeat" 3. "Rhythm Divine" 4. "Bailamos" 5. "Rings My Bells" 6. "Can You Hear Me" 7. "Stand by Me" 8. "Not in Love" 9. "Be With You" 10. "Tired of Being Sorry" 11. "Do You Know? (The Ping Pong Song)" 12. "Takin' Back My Love" Encore 1. "Hero" 2. "Escape" 3. "I Like It" 4. "Tonight (I'm Fuckin' You)" |